# Новая школа (Нью-Йорк)
Новая школа (англ. The New School) — частный исследовательский университет в городе Нью-Йорке (в районе Гринвич-Виллидж, Нижний Манхэттен). Состоит из нескольких крупных подразделений, специализирующихся на разных областях искусства и науки. В том числе в состав Новой школы входит всемирно известная консерватория Маннес-колледж и Школа Парсонс, одна из самых престижных школ дизайна и фотографии в мире.

## История

### Основание школы
Манифест об образовании Новой школы социальных исследований
Настал час для эксперимента, и Нью-Йорк будет для него местом, ибо это величайщая лаборатория социальной науки в мире и он сам по себе привлекает учёных и лидеров в сфере образования.
Оригинальный текст (англ.)
This is the hour for the experiment; and New York is the place, because it is the greatest social science laboratory in the world and of its own force attracts scholars and leaders in educational work.
США после Первой мировой войны были не самым уютным местом для свободомыслия и демократии. Новое и необычное, критика общественного устройства, современные искусства отвергались или запрещались, даже в университетах. В ответ на это небольшая группа учёных, включавшая историков Чарльза Берда и Джеймса Харви Робинсона, философа Джона Дьюи и экономиста Торстейна Веблена, воодушевлённых мечтой о таком заведении, где интеллектуалы могли бы свободно представлять и обсуждать свои идеи безо всякой цензуры, где был бы возможен диалог между ними и публикой, выпустили в 1919 году брошюру с текстом своих лекций, а также открыли Новую Школу «для всех разумных мужчин и женщин».
Школа, в которой помимо рассмотрения актуальных социальных, политических и экономических проблем современности готовили учащихся к карьере в образовании, журналистике, государственном управлении и организации труда, быстро добилась успеха, и в 1920-х годах привлекла в ряды своих преподавателей Льюиса Мамфорда, Гарольда Ласки, Франца Боаса, Джона Мейнарда Кейнса, Бертрана Рассела, Джона Уотсона и Феликса Франкфуртера.

### Университет в изгнании
В 1933 году по инициативе президента Новой школы Элвина Джонсона был основан Университет в Изгнании, ныне известный как Новая школа социальных исследований. Задачей этого университета стало спасение и трудоустройство учёных и людей искусства, преследуемых в Европе по национальным или политическим мотивам. Около 180 учёных нашли здесь для себя новое место работы. Заведующим кафедрой психологии стал Макс Вертгеймер. Среди других учёных — экономисты Карл Брандт, Адольф Лёве, Франко Модильяни, Эмиль Ледерер, Фрида Вундерлих и Герхард Кольм, психологи Эрих Фромм и Макс Вертгеймер, философы Лео Штраус, Альфред Шюц, Карл Лёвит, Курт Рицлер и Ханна Арендт.

## Учебные подразделения
- New School for Public Engagement — бакалаврские/магистерские программы по свободным искусствам (liberal arts) и некоторым другим отраслям науки; данное подразделение после реструктуризации 2011 года включило в себя Milano The New School for Management and Urban Policy и New School for General Studies
- New School for Social Research — шесть магистерских/докторских программ по социальным наукам и философии, а также две междисциплинарных магистерских программы
- Parsons School of Design — различные программы подготовки дизайнеров и художников
- Eugene Lang College The New School for Liberal Arts — базовые программы по ряду дисциплин — Искусство, Педагогика, История, Литература, Культурология, Философия, Психология, Религиоведение, Наука, Технология, Обществоведение; исследования городской среды, литературное творчество
- Mannes College The New School for Music — Классическая музыка
- The New School for Jazz and Contemporary Music — Джаз и Современная музыка
- The New School for Drama — Актёрское мастерство, Режиссура, Драматургия

## Наиболее известные выпускники и преподаватели
- Франко Модильяни — лауреат Нобелевской премии по экономике.
- Джек Керуак — писатель, поэт, важнейший представитель литературы «бит-поколения».
- Теннесси Уильямс — американский драматург и прозаик, лауреат Пулитцеровской премии.
- Питер Фальк — актёр, продюсер, режиссёр, сценарист.
- Брэдли Купер — актёр, четырёхкратный номинант на премию «Оскар».
- Джесси Айзенберг — американский актёр театра и кино, драматург.
- Уильям Айзек Томас — американский социолог.
- У-Вэй Хаджи Шаари — малайзийский кинорежиссёр
- Георг Иггерс — немецко- американский историк, историограф, теоретик истории.
- Юджин Такер — американский писатель и философ.

См. также: Категория:Выпускники Новой школы